# Вислая Дубрава (Ульяновская область)
Вислая Дубрава — посёлок в Чердаклинского района Ульяновской области России. Входит в состав Белоярского сельского поселения.

## География
Находится на берегу Куйбышевского водохранилища. Расстояние до районного центра: Чердаклы  47 км., расстояние до областного центра: Ульяновск 59 км.

## История
Посёлок Вислая Дубрава был основан в 1921 году, как выселок села Белый Яр. 
В 1928—1929 и 1935—1956 годах входил в состав Николо-Черемшанского района. В 1929 — 1935 годах — Сенгилеевского района.
В 1953 году, ввиду предстоящего затопления Куйбышевским водохранилищем, посёлок Вислая Дубрава был перенесён на новое место и получил название посёлок совхоза «Плодопитомнический». Кроме жителей Вислой Дубравы сюда были переселены часть жителей  затопляемого села Табурное .  [Карта 1950 г.]
В 1986 году Указом Президиума Верховного Совета РСФСР посёлок совхоза «Плодопитомнический» переименован (вернули историческое название) в Вислая Дубрава.

## Население
| 2010 |
| ---- |
| 92   |

В 1930 году в селе Вислая Дубрава в 85 дворах жило 359 человек.

### Известные уроженцы, жители
- Пинков Александр Петрович — глава муниципального образования «Город Ульяновск».
- Пинков Фёдор Максимович — председатель колхоза «МОПР». В 1953-1957 годах —  председатель Вислодубравского сельского Совета. Герой Социалистического Труда. Жил в посёлке [7].

## Инфраструктура
В советское время действовал совхоз. 

## Транспорт
Проходящий автобус № 362 из Ульяновска (два раза в день ежедневно). По будням два раза в день ходит автобус № 367 из Чердаклов.